# Avro 538
Bei der Avro 538 handelt es sich um ein einsitziges Doppeldecker-Flugzeug des britischen Herstellers Avro.
Dieses Flugzeug, welches nur in einem Exemplar gebaut wurde, entstand höchstwahrscheinlich aus Teilen der Avro 531A, einer Maschine, deren Grundkomponenten von Avro zwar angefertigt wurden, aber nicht zu einem Flugzeug zusammengefügt worden waren (siehe auch Avro 531).
Die Unterschiede zum Grundmuster 531 waren Tragflächen gleicher Spannweite, normale Flügelverspannung sowie ein größerer Abstand zwischen der oberen Tragfläche und dem Rumpf.
Die 538 war ursprünglich als Rennflugzeug vorgesehen. Es stellte sich aber schnell heraus, dass der Hauptholm für diesen Zweck zu schwach war.
So wurde die Maschine in der Zeit von Mai 1919 bis September 1920 von einem Tochterunternehmen der Firma Avro, der Avro Transport Co., als Verbindungsflugzeug verwendet.

## Technische Daten
| Kenngröße             | Daten                                             |
| --------------------- | ------------------------------------------------- |
| Besatzung             | 1                                                 |
| Länge                 | 6,25 m                                            |
| Spannweite            | 8,69 m                                            |
| Flügelfläche          | 17,56 m²                                          |
| Leermasse             | 442 kg                                            |
| max. Startmasse       | 635 kg                                            |
| Triebwerke            | ein Bentley-B.R.2-Umlaufmotor mit 112 kW (152 PS) |
| Höchstgeschwindigkeit | nicht bekannt wahrscheinlich >200 km/h            |
| Reichweite            | 515 km                                            |